# Amblyopone noonadan
Amblyopone noonadan är en myrart som beskrevs av Taylor 1965. Amblyopone noonadan ingår i släktet Amblyopone och familjen myror. Inga underarter finns listade i Catalogue of Life.

## Bildgalleri

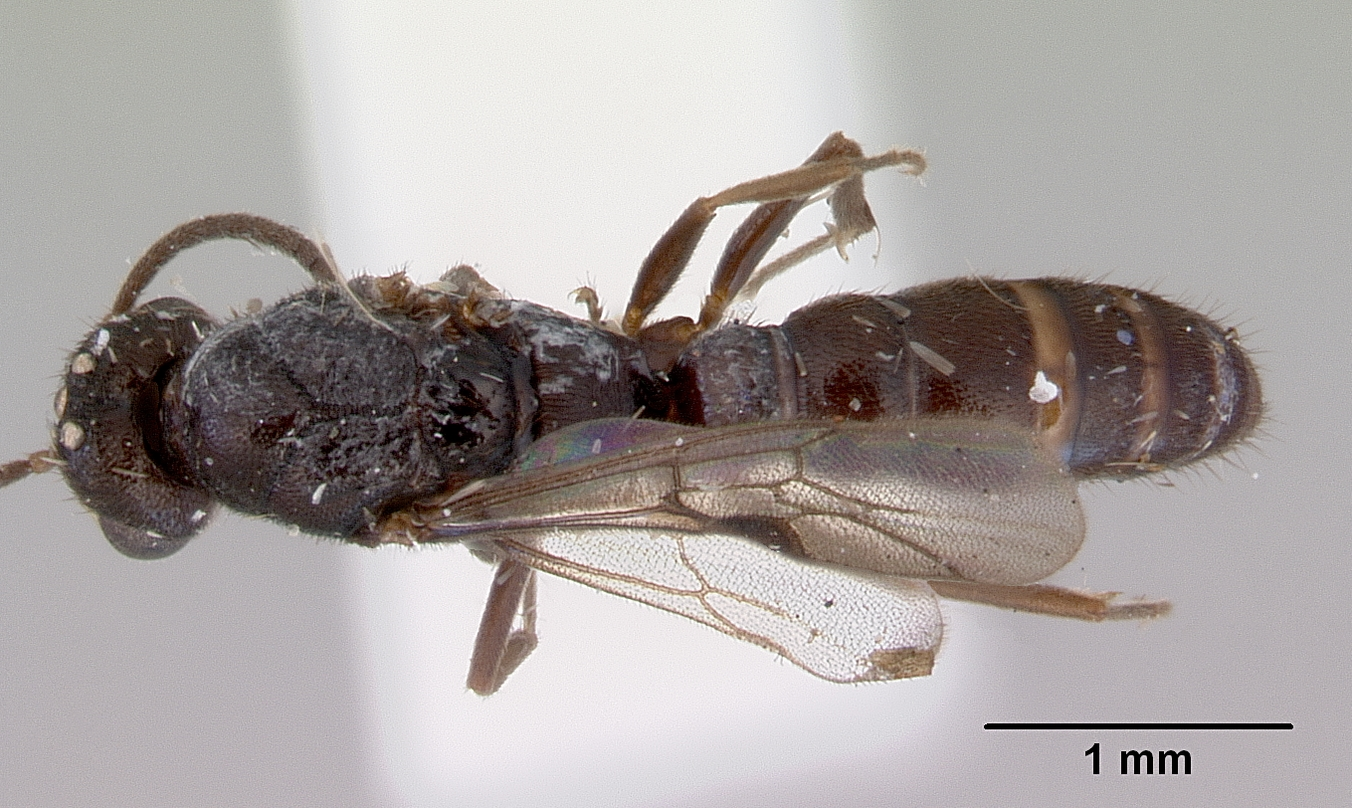
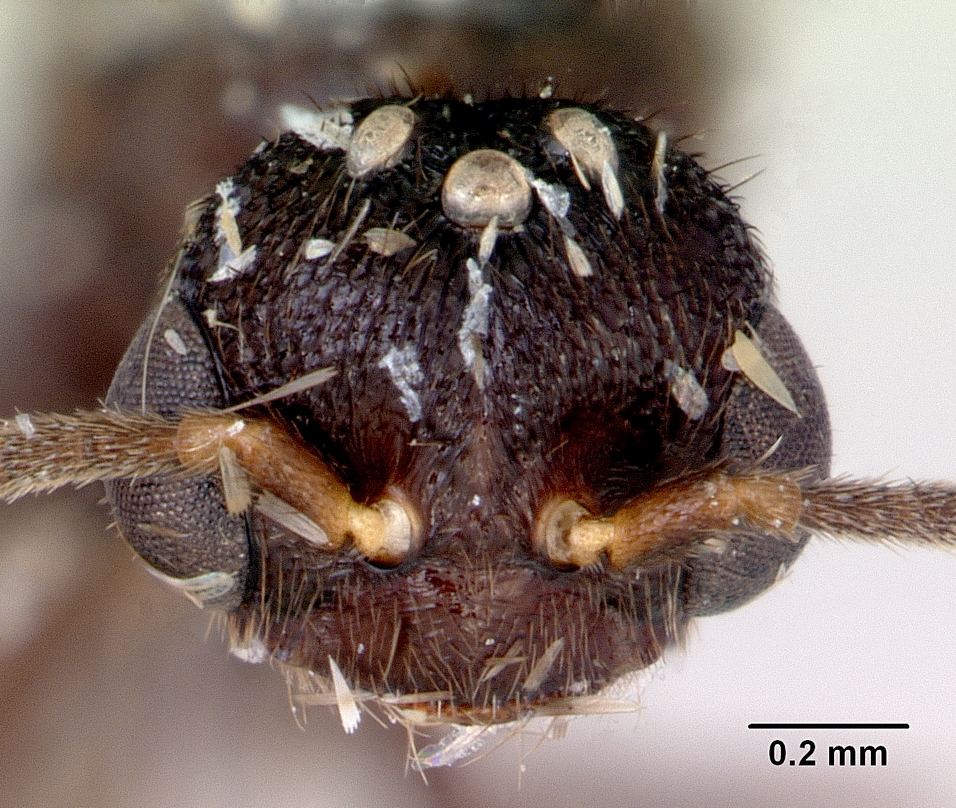
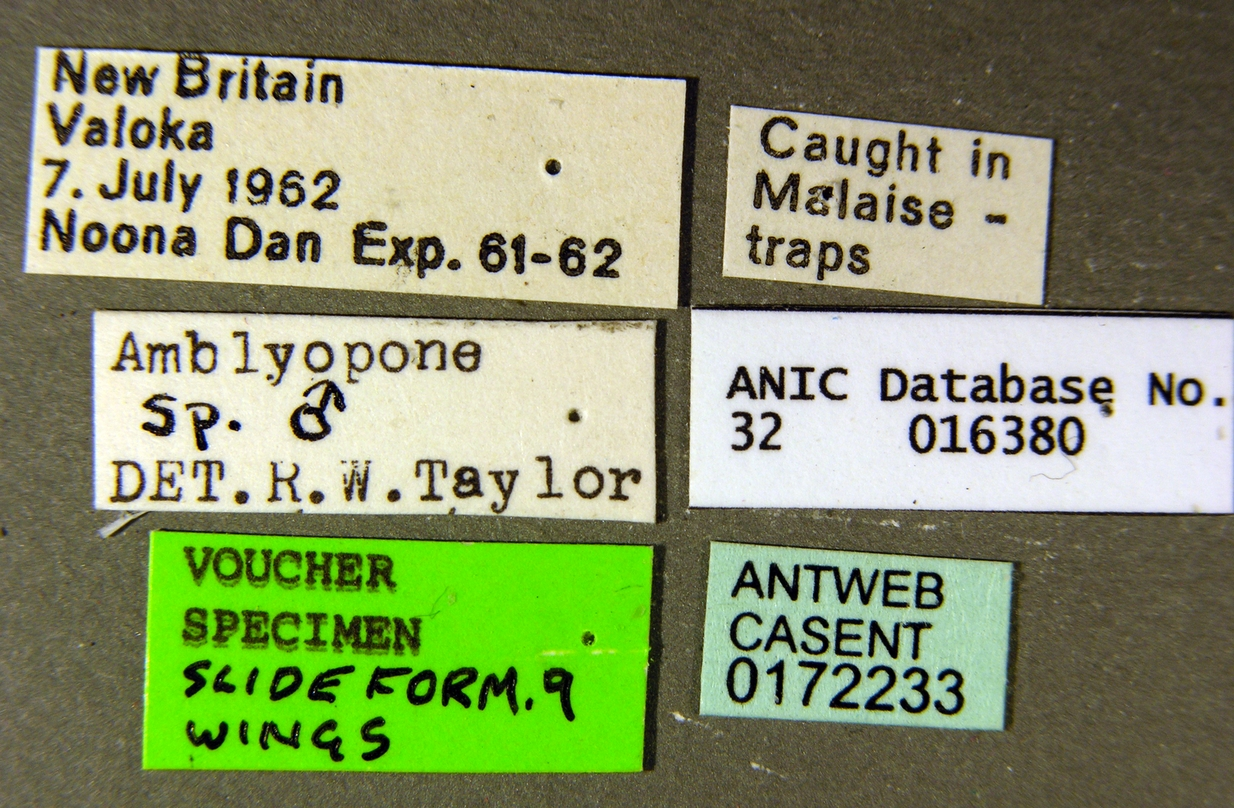
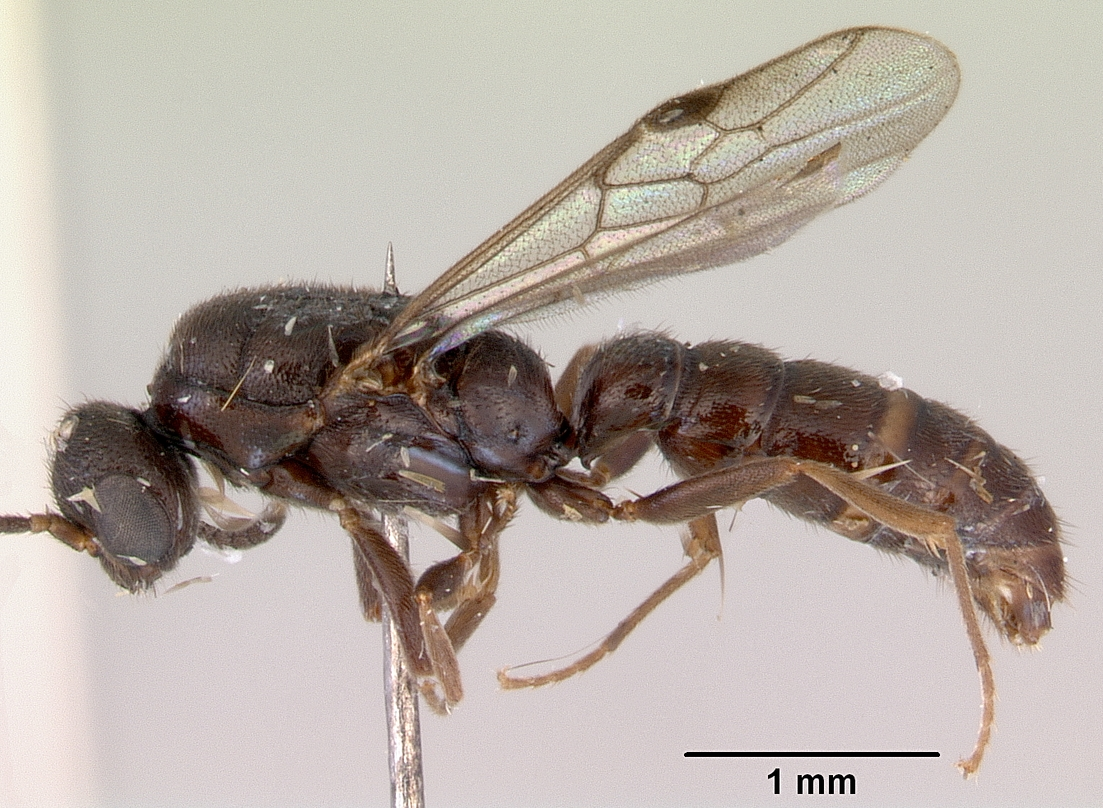
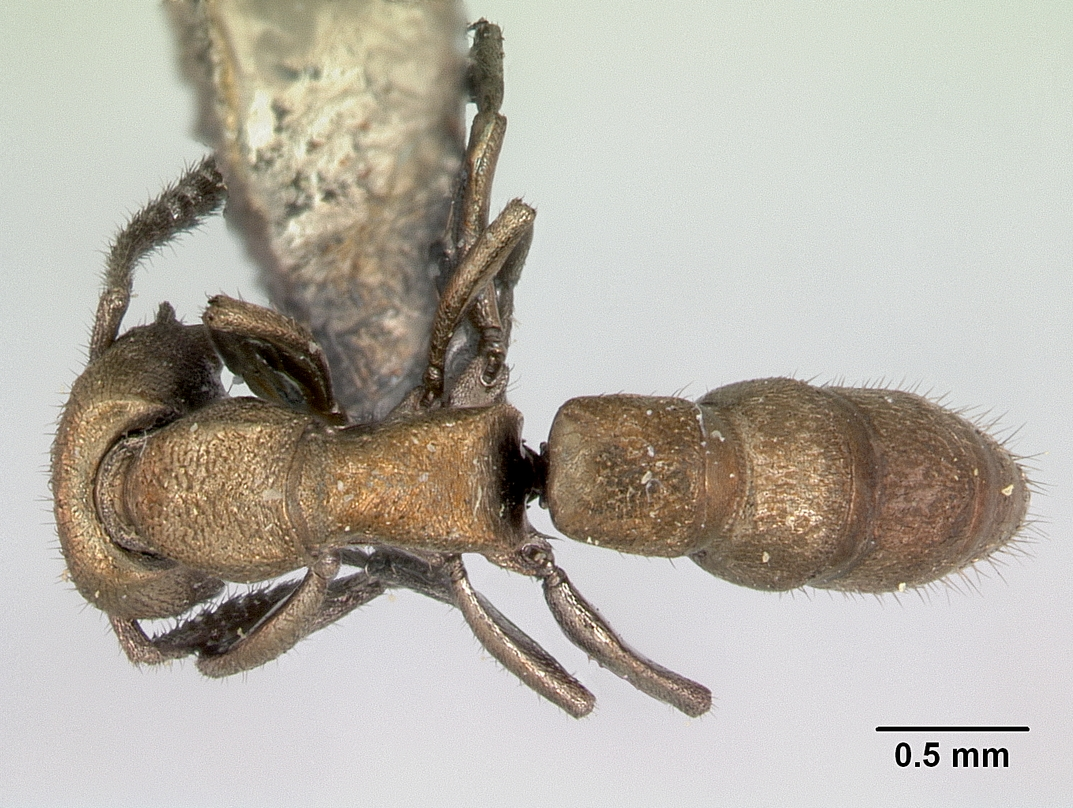
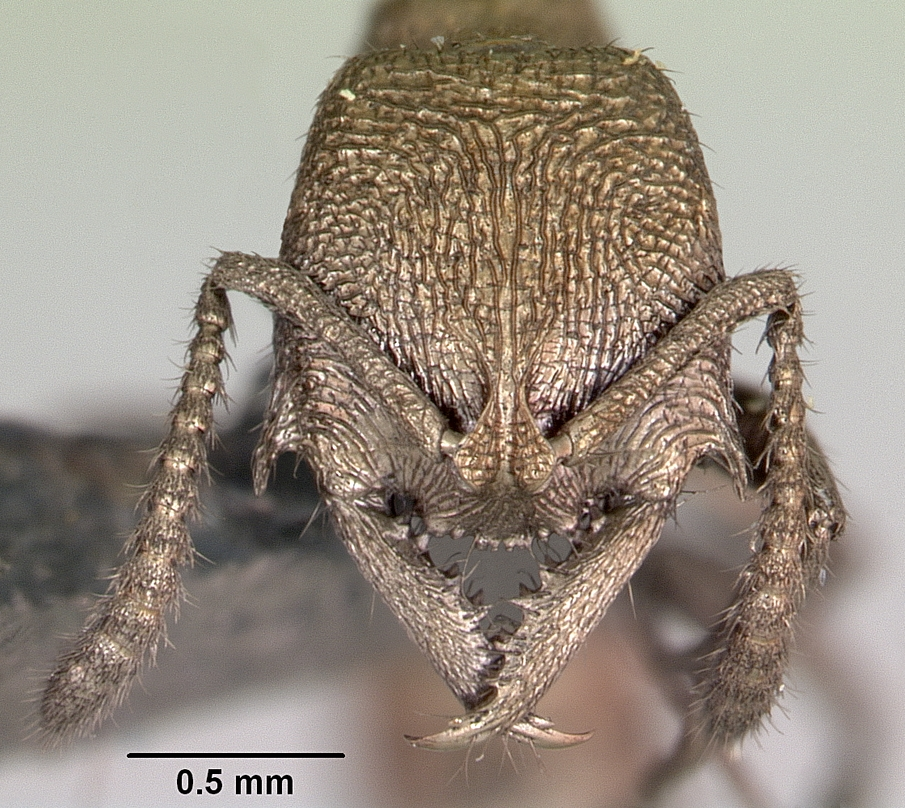